# Varnostno obveščevalna dejavnost na Hrvaškem
Varnostno obveščevalna dejavnost na Hrvaškem je bila ustanovljena leta 1993.

## Razvoj sistema nacionalne varnosti Republike Hrvaške

### 1993 - 2002
V 90-ih letih dvajsetega stoletja, je bil osrednji organ za izvajanje nacionalne varnosti državni urad (UNS). JAS je bil ustanovljen z odlokom predsednika Republike Hrvaške v marcu 1993 leta. V pravnem okviru je bil sprejet zakon o Varnosti Državnega Urada v letu 1995. V skladu s tem zakonom UNS koordinira delo državnih ministrstev na področju nacionalne varnosti, vodi in nadzoruje obveščevalne in protiobveščevalne službe, ki združujejo, analizirajo in ovrednotijo inteligenco in poročila, ki so potrebna za uveljavljanje ustavne oblasti predsednika Republike in Vlado Republike Hrvaške in upravljajo protiobveščevalno zaščito in varovanje predsednika Republike Hrvaške, hrvaškega parlamenta in vladnih stavb.
Da bi izvajala naloge, ki so ji bile zaupane, so bile v UNS ustanovljene naslednje službe:
- Hrvaška Obveščevalna služba (HIS) -  bila je osrednja služba UNS in edina zunanja obveščevalna služba Republike Hrvaške
- Nadzorna služba – bila je zadolžena za spremljanje, ustavnost in zakonitost dela obveščevalnih služb.
- Štab varovanja - organ, ki je koordiniral, nadzoroval in usmerjal delo služb, ki opravljajo delo varovanja in zaščite posameznikov ter objektov.

Zaradi opravljanja strokovnih dejavnosti v UNS, so bile ustanovljene še strokovne službe:
- Hrvaška Obveščevalna služba (HIS) -  bila je osrednja služba UNS in edina zunanja obveščevalna služba Republike Hrvaške
- Nadzorna služba – bila je zadolžena za spremljanje, ustavnost in zakonitost dela obveščevalnih služb.
- Štab varovanja - organ, ki je koordiniral, nadzoroval in usmerjal delo služb, ki opravljajo delo varovanja in zaščite posameznikov ter objektov.

Zaradi opravljanja strokovnih dejavnosti v UNS, so bile ustanovljene še strokovne službe:
- Nacionalna služba za elektronski nadzor (NSEI) – je bila strokovna služba UNS-ja, ki je bila povezana z elektrotehničnim obveščevalnim centrom Generalštaba Hrvaške vojske. NSEI je bila zadolžena za koordiniranje, usmerjanje in nadziranje vseh vrst signalov izven meja Republike Hrvaške in znotraj meja Republike Hrvaške. NSEI je bila nosilec raziskovanja, razvoja, standardizacije, izobraževanja, gradnje, vzdrževanja in nadzora kriptografije sistema in metod državnih organov.
- Obveščevalna akademija- izobraževalna in raziskovalna ustanova UNS, ki skrbi za usposabljanje in izobraževanje zaposlenih v obveščevalni službi Republike Hrvaške.

Z odlokom je upravljal predstojnik, katerega je imenoval in razrešil predsednik Republike Hrvaške.
Nadzor nad zakonitostjo dela UNS je opravljal Zastopniški dom Hrvaškega parlamenta preko Odbora za Notranjo politiko in nacionalno varnost ter predsednik Republike.
Cilje in naloge obveščevalne službe je odrejal Štabni odbor nacionalne varnosti SONS in Koordinacijski odbor obveščevalne službe (KOOZ). Naloga SONS je bila usmerjanje in usklajevanje dela državnih ministrstev pri opravljanju dela nacionalne varnosti, dokler je bil KOOZ odgovoren za izvedbo nalog, ki jih je dobila od SONS-a.